# Colotis subfasciatus
Colotis subfasciatus är en fjärilsart som först beskrevs av William Swainson 1833.  Colotis subfasciatus ingår i släktet Colotis och familjen vitfjärilar. Inga underarter finns listade i Catalogue of Life.

## Bildgalleri

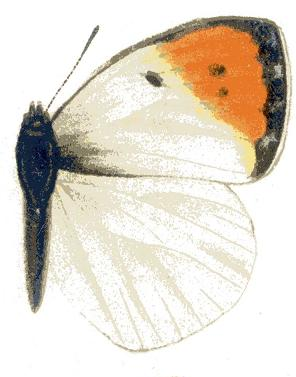
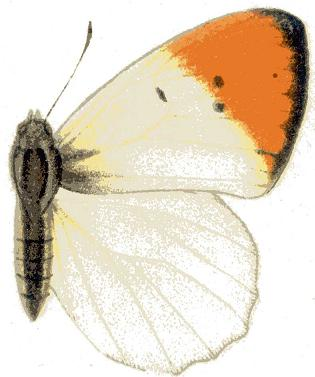
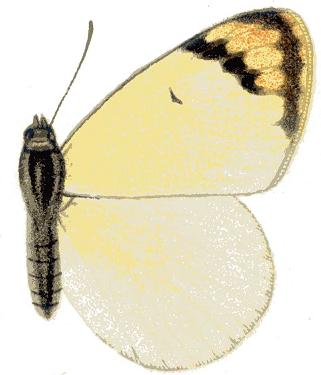
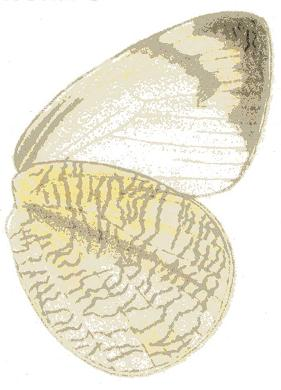
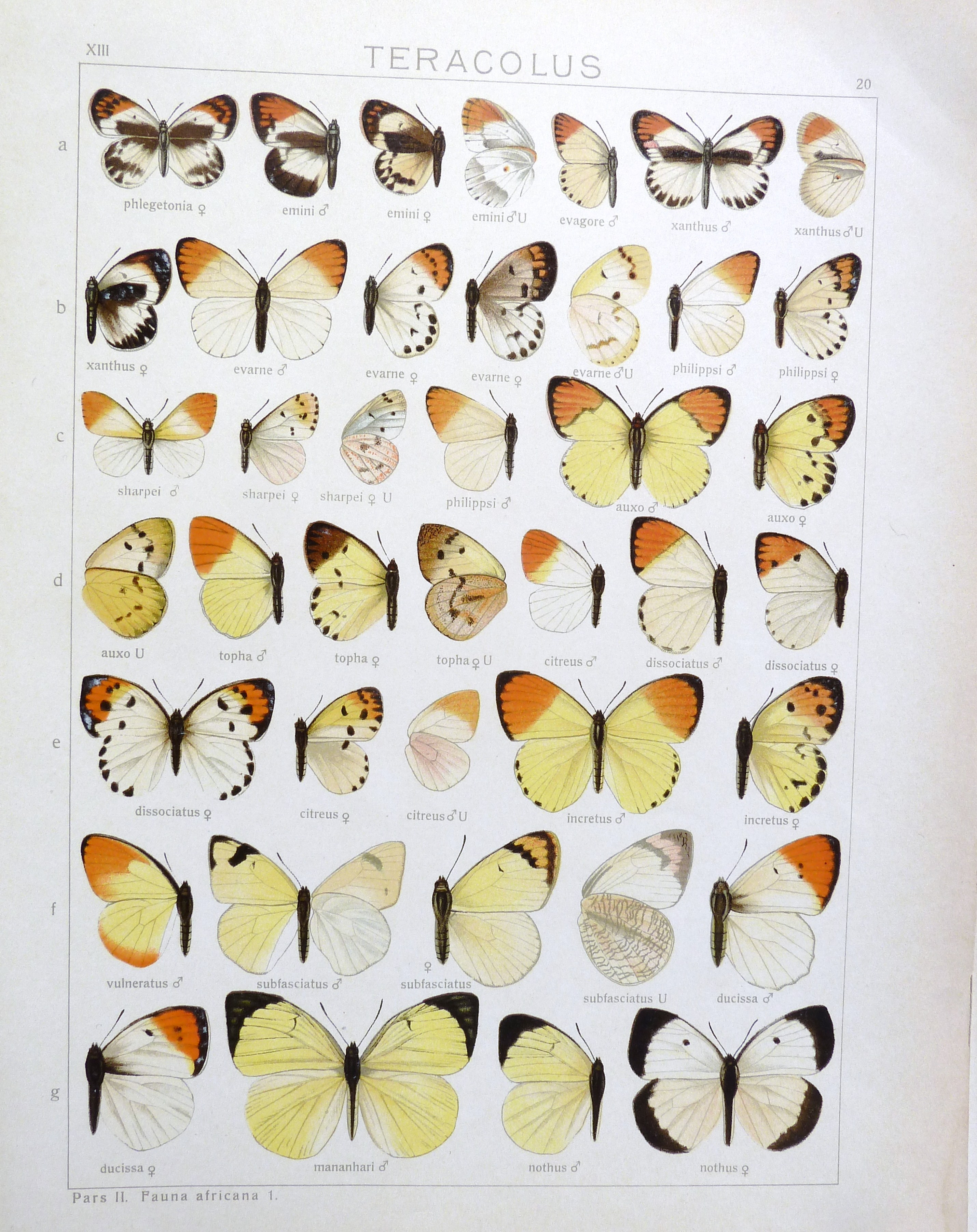